# Institut des hautes études de Défense nationale
L'Institut des hautes études de Défense nationale (IHEDN), és una institució acadèmica pública francesa per a la recerca en defensa, l'educació i la promoció del coneixement i la conscienciació, fundada el 1936 per l'almirall Raoul Castex. Originàriament va ser el Collège des hautes études de défense nationale i va ser rebatejat com a institut el 1948. A la formació nacional original es van afegir sessions a les regions (1954), sessions internacionals (1980), cicles d'intel·ligència econòmica (1995) i altres seminaris. sessions específiques. El 1997, l'Institut es va convertir en un organisme administratiu públic sota l'autoritat del primer ministre.

## Alumnes destacats
- Édouard Guillaud, almirall francès
- Jean-Louis Guillaud, un periodista i presentador de televisió francès